# Fußballclub Ingolstadt 04 2015-2016
Questa pagina raccoglie i dati riguardanti il Fußballclub Ingolstadt 04 nelle competizioni ufficiali della stagione 2015-2016.

## Stagione
Nella stagione 2015-2016 l'Ingolstadt, allenato da Ralph Hasenhüttl, concluse il campionato di Bundesliga al 11º posto. In coppa di Germania l'Ingolstadt fu eliminato al primo turno dal Bayer Leverkusen.

## Rosa
| N. |                        | Ruolo | Calciatore                 |
| -- | ---------------------- | ----- | -------------------------- |
| 1  | Austria (bandiera)     | P     | Ramazan Özcan              |
| 5  | Germania (bandiera)    | D     | Benjamin Hübner            |
| 6  | Stati Uniti (bandiera) | C     | Alfredo Morales            |
| 7  | Australia (bandiera)   | A     | Mathew Leckie              |
| 8  | Brasile (bandiera)     | C     | Roger de Oliveira Bernardo |
| 9  | Germania (bandiera)    | A     | Moritz Hartmann            |
| 10 | Germania (bandiera)    | C     | Pascal Groß                |
| 11 | Rep. Ceca (bandiera)   | A     | Tomáš Pekhart              |
| 13 | Germania (bandiera)    | D     | Michael Zant               |
| 14 | Germania (bandiera)    | C     | Stefan Lex                 |
| 15 | Brasile (bandiera)     | D     | Danilo Soares              |
| 16 | Austria (bandiera)     | A     | Lukas Hinterseer           |
| 18 | Francia (bandiera)     | D     | Romain Brégerie            |

| N. |                       | Ruolo | Calciatore          |
| -- | --------------------- | ----- | ------------------- |
| 19 | Germania (bandiera)   | C     | Max Christiansen    |
| 20 | Kazakistan (bandiera) | D     | Konstantin Engel    |
| 21 | Germania (bandiera)   | D     | Danny da Costa      |
| 22 | Germania (bandiera)   | C     | Stefan Wannenwetsch |
| 23 | Germania (bandiera)   | C     | Robert Bauer        |
| 25 | Germania (bandiera)   | A     | Elias Kachunga      |
| 26 | Norvegia (bandiera)   | P     | Ørjan Nyland        |
| 28 | Germania (bandiera)   | D     | Tobias Levels       |
| 29 | Austria (bandiera)    | D     | Markus Suttner      |
| 30 | Germania (bandiera)   | C     | Thomas Pledl        |
| 34 | Germania (bandiera)   | C     | Marvin Matip        |
| 36 | Israele (bandiera)    | C     | Almog Cohen         |
| 39 | Germania (bandiera)   | P     | Christian Ortag     |

## Organigramma societario
Area tecnica
- Allenatore: Ralph Hasenhüttl
- Allenatore in seconda: Michael Henke
- Preparatore dei portieri: Martin Scharrer
- Preparatori atletici: Jörg Mikoleit

## Risultati

### Bundesliga

#### Girone di andata
| Arbitro: | Winkmann |

|  |           |                |
|  | Marcatori | 66’ Hinterseer |

| Arbitro: | Dingert |

|  |           |                                                      |
|  | Marcatori | 55’ Ginter 60’ (rig.) Reus 84’ Kagawa 90’ Aubameyang |

| Arbitro: | Drees |

|  |           |            |
|  | Marcatori | 63’ Leckie |

| Ingolstadt 12 settembre 2015, ore 15:30 CEST 4ª giornata | Ingolstadt 04 | 0 – 0 referto | Wolfsburg | Audi-Sportpark (14 095 spett.)\| Arbitro: \| Stegemann \| |
| Arbitro:                                                 | Stegemann     |               |           |                                                           |

| Arbitro: | Dankert |

|  |           |                     |
|  | Marcatori | 90’ (rig.) Hartmann |

| Arbitro: | Kircher |

|  |           |                 |
|  | Marcatori | 87’ Gregoritsch |

| Arbitro: | Dingert |

|             |           |           |
| Modeste 10’ | Marcatori | 21’ Matip |

| Arbitro: | Gräfe |

|                  |           |  |
| Groß 78’ Lex 84’ | Marcatori |  |

| Arbitro: | Winkmann |

|            |           |  |
| Didavi 59’ | Marcatori |  |

| Arbitro: | Stegemann |

|  |           |            |
|  | Marcatori | 11’ Weiser |

| Arbitro: | Meyer |

|          |           |            |
| Sané 77’ | Marcatori | 39’ Levels |

| Mönchengladbach 7 novembre 2015, ore 15:30 CET 12ª giornata | Borussia M'gladbach | 0 – 0 referto | Ingolstadt 04 | Borussia-Park (52 331 spett.)\| Arbitro: \| Fritz \| |
| Arbitro:                                                    | Fritz               |               |               |                                                      |

| Arbitro: | Kircher |

|                                    |           |         |
| Bauer 58’ Hartmann 60’ (rig.), 88’ | Marcatori | 9’ Sulu |

| Arbitro: | Stieler |

|                                               |           |  |
| Marcelo 5’ Andreasen 11’ Karaman 24’ Bech 85’ | Marcatori |  |

| Arbitro: | Gräfe |

|           |           |         |
| Roger 66’ | Marcatori | 90’ Uth |

| Arbitro: | Weiner |

|                          |           |  |
| Lewandowski 65’ Lahm 75’ | Marcatori |  |

| Arbitro: | Zwayer |

|  |           |               |
|  | Marcatori | 73’ Hernández |

#### Girone di ritorno
| Arbitro: | Meyer |

|                     |           |  |
| Hartmann 41’ (rig.) | Marcatori |  |

| Arbitro: | Winkmann |

|                     |           |  |
| Aubameyang 77’, 86’ | Marcatori |  |

| Arbitro: | Weiner |

|                               |           |                |
| Matip 59’ Hartmann 85’ (rig.) | Marcatori | 14’ Stafylidīs |

| Arbitro: | Ittrich |

|                        |           |  |
| Draxler 29’ Knoche 39’ | Marcatori |  |

| Arbitro: | Welz |

|                                  |           |  |
| Hübner 12’ Hinterseer 90’ (rig.) | Marcatori |  |

| Arbitro: | Fritz |

|          |           |                |
| Drmić 7’ | Marcatori | 61’ Hinterseer |

| Arbitro: | Meyer |

|                |           |             |
| Hinterseer 35’ | Marcatori | 72’ Modeste |

| Arbitro: | Stegemann |

|          |           |                    |
| Russ 69’ | Marcatori | 8’ (rig.) Hartmann |

| Arbitro: | Gräfe |

|                                    |           |                                      |
| Hartmann 4’ Leckie 56’ Lezcano 61’ | Marcatori | 8’ Kostić 79’ Rupp 84’ (rig.) Didavi |

| Arbitro: | Ittrich |

|                         |           |                |
| Haraguchi 54’ Kalou 69’ | Marcatori | 75’ Hinterseer |

| Arbitro: | Siebert |

|                                                |           |  |
| Hartmann 29’ (rig.) Hinterseer 45’ Lezcano 65’ | Marcatori |  |

| Arbitro: | Welz |

|              |           |  |
| Hartmann 87’ | Marcatori |  |

| Arbitro: | Weiner |

|                       |           |  |
| Rausch 51’ Wagner 85’ | Marcatori |  |

| Arbitro: | Stegemann |

|                          |           |                        |
| Morales 10’ Hartmann 25’ | Marcatori | 58’ Sakai 82’ Kiyotake |

| Arbitro: | Dankert |

|                   |           |         |
| Uth 37’ Amiri 84’ | Marcatori | 17’ Lex |

| Arbitro: | Meyer |

|                     |           |                             |
| Hartmann 42’ (rig.) | Marcatori | 15’ (rig.), 32’ Lewandowski |

| Arbitro: | Winkmann |

|                                     |           |                                |
| Aránguiz 31’ Kampl 37’ Kießling 61’ | Marcatori | 16’ Leckie 69’ (rig.) Hartmann |

### Coppa di Germania
| Arbitro: | Ittrich |

|                     |           |              |
| Einsiedler 30’, 47’ | Marcatori | 83’ Hartmann |

## Statistiche

### Statistiche di squadra
| Competizione      | Punti | In casa | In casa | In casa | In casa | In casa | In casa | In trasferta | In trasferta | In trasferta | In trasferta | In trasferta | In trasferta | Totale | Totale | Totale | Totale | Totale | Totale | DR  |
| Competizione      | Punti | G       | V       | N       | P       | Gf      | Gs      | G            | V            | N            | P            | Gf           | Gs           | G      | V      | N      | P      | Gf     | Gs     | DR  |
| ----------------- | ----- | ------- | ------- | ------- | ------- | ------- | ------- | ------------ | ------------ | ------------ | ------------ | ------------ | ------------ | ------ | ------ | ------ | ------ | ------ | ------ | --- |
| Bundesliga        | 40    | 17      | 7       | 5       | 5       | 22      | 18      | 17           | 3            | 5            | 9            | 11           | 24           | 34     | 10     | 10     | 14     | 33     | 42     | -9  |
| Coppa di Germania | -     | 0       | 0       | 0       | 0       | 0       | 0       | 1            | 0            | 0            | 1            | 1            | 2            | 1      | 0      | 0      | 1      | 1      | 2      | -1  |
| Totale            | -     | 17      | 7       | 5       | 5       | 22      | 18      | 18           | 3            | 5            | 10           | 12           | 26           | 35     | 10     | 10     | 15     | 34     | 44     | -10 |

### Andamento in campionato
| Giornata  | 1 | 2 | 3 | 4 | 5 | 6 | 7 | 8 | 9 | 10 | 11 | 12 | 13 | 14 | 15 | 16 | 17 | 18 | 19 | 20 | 21 | 22 | 23 | 24 | 25 | 26 | 27 | 28 | 29 | 30 | 31 | 32 | 33 | 34 |
| --------- | - | - | - | - | - | - | - | - | - | -- | -- | -- | -- | -- | -- | -- | -- | -- | -- | -- | -- | -- | -- | -- | -- | -- | -- | -- | -- | -- | -- | -- | -- | -- |
| Luogo     | T | C | T | C | T | C | T | C | T | C  | T  | T  | C  | T  | C  | T  | C  | C  | T  | C  | T  | C  | T  | C  | T  | C  | T  | C  | C  | T  | C  | T  | C  | T  |
| Risultato | V | P | V | N | V | P | N | V | P | P  | N  | N  | V  | P  | N  | P  | P  | V  | P  | V  | P  | V  | N  | N  | N  | N  | P  | V  | V  | P  | N  | P  | P  | P  |
| Posizione | 7 | 9 | 7 | 9 | 6 | 8 | 8 | 6 | 8 | 8  | 8  | 10 | 8  | 11 | 11 | 11 | 11 | 10 | 10 | 10 | 12 | 10 | 9  | 9  | 9  | 10 | 10 | 9  | 9  | 9  | 9  | 9  | 10 | 11 |

Legenda:

Luogo: C = Casa; T = Trasferta. Risultato: V = Vittoria; N = Pareggio; P = Sconfitta.

### Statistiche dei giocatori
| Giocatore       | Bundesliga | Bundesliga | Bundesliga  | Bundesliga | Coppa di Germania | Coppa di Germania | Coppa di Germania | Coppa di Germania | Totale   | Totale | Totale      | Totale     |
| Giocatore       | Presenze   | Reti       | Ammonizioni | Espulsioni | Presenze          | Reti              | Ammonizioni       | Espulsioni        | Presenze | Reti   | Ammonizioni | Espulsioni |
| --------------- | ---------- | ---------- | ----------- | ---------- | ----------------- | ----------------- | ----------------- | ----------------- | -------- | ------ | ----------- | ---------- |
| Ø. Nyland       | 6          | 0          | 0           | 0          | 1                 | 0                 | 0                 | 0                 | 7        | 0      | 0           | 0          |
| C. Ortag        | -          | -          | -           | -          | -                 | -                 | -                 | -                 | -        | -      | -           | -          |
| R. Özcan        | 28         | 0          | 1           | 0          | -                 | -                 | -                 | -                 | 28       | 0      | 1           | 0          |
| R. Bauer        | 24         | 1          | 5           | 0          | -                 | -                 | -                 | -                 | 24       | 1      | 5           | 0          |
| T. Blomeyer     | -          | -          | -           | -          | -                 | -                 | -                 | -                 | -        | -      | -           | -          |
| R. Brégerie     | 22         | 0          | 3           | 1          | 1                 | 0                 | 0                 | 0                 | 23       | 0      | 3           | 1          |
| D. Costa        | 20         | 0          | 4           | 0          | 1                 | 0                 | 0                 | 0                 | 21       | 0      | 4           | 0          |
| D. Soares       | 1          | 0          | 0           | 0          | -                 | -                 | -                 | -                 | 1        | 0      | 0           | 0          |
| K. Engel        | 4          | 0          | 2           | 0          | -                 | -                 | -                 | -                 | 4        | 0      | 2           | 0          |
| B. Hübner       | 30         | 1          | 7           | 0          | 1                 | 0                 | 0                 | 0                 | 31       | 1      | 7           | 0          |
| T. Levels       | 16         | 1          | 4           | 0          | -                 | -                 | -                 | -                 | 16       | 1      | 4           | 0          |
| M. Matip        | 33         | 2          | 6           | 0          | 1                 | 0                 | 0                 | 0                 | 34       | 2      | 6           | 0          |
| M. Suttner      | 18         | 0          | 2           | 0          | 1                 | 0                 | 0                 | 0                 | 19       | 0      | 2           | 0          |
| M. Christiansen | 19         | 0          | 3           | 0          | 1                 | 0                 | 1                 | 0                 | 20       | 0      | 4           | 0          |
| A. Cohen        | 20         | 0          | 2           | 0          | -                 | -                 | -                 | -                 | 20       | 0      | 2           | 0          |
| P. Groß         | 32         | 1          | 8           | 1          | 1                 | 0                 | 0                 | 0                 | 33       | 1      | 8           | 1          |
| A. Morales      | 24         | 1          | 7           | 0          | 1                 | 0                 | 1                 | 0                 | 25       | 1      | 8           | 0          |
| M. Multhaup     | 4          | 0          | 0           | 0          | -                 | -                 | -                 | -                 | 4        | 0      | 0           | 0          |
| Roger           | 29         | 1          | 3           | 0          | 1                 | 0                 | 0                 | 0                 | 30       | 1      | 3           | 0          |
| M. Hartmann     | 30         | 12         | 4           | 0          | 1                 | 1                 | 0                 | 0                 | 31       | 13     | 4           | 0          |
| L. Hinterseer   | 28         | 6          | 3           | 0          | 1                 | 0                 | 0                 | 0                 | 29       | 6      | 3           | 0          |
| A. Ihenacho     | -          | -          | -           | -          | -                 | -                 | -                 | -                 | -        | -      | -           | -          |
| E. Kachunga     | 10         | 0          | 0           | 0          | -                 | -                 | -                 | -                 | 10       | 0      | 0           | 0          |
| M. Leckie       | 32         | 3          | 9           | 0          | -                 | -                 | -                 | -                 | 32       | 3      | 9           | 0          |
| S. Lex          | 21         | 2          | 2           | 0          | 1                 | 0                 | 0                 | 0                 | 22       | 2      | 2           | 0          |
| D. Lezcano      | 17         | 2          | 4           | 0          | -                 | -                 | -                 | -                 | 17       | 2      | 4           | 0          |
| T. Pekhart      | 4          | 0          | 1           | 0          | 1                 | 0                 | 1                 | 0                 | 5        | 0      | 2           | 0          |
| S. Wannenwetsch | 1          | 0          | 0           | 0          | -                 | -                 | -                 | -                 | 1        | 0      | 0           | 0          |